# Schupbach
Schupbach ist ein Ortsteil der Gemeinde Beselich im mittelhessischen Landkreis Limburg-Weilburg und hat rund 1100 Einwohner.

## Geografie

### Geografische Lage
Schupbach liegt am nordöstlichen Rand des Limburger Beckens, am Rand des Lahntals und am Südosthang des Westerwalds. Das Dorf liegt eingebettet zwischen Mörsberg, Hengen, dem Beselicher Kopf (296 m) und im Tal des Kerkerbachs zentral im Landkreis Limburg-Weilburg. Der Ort befindet sich knapp drei Kilometer östlich des Zentralorts Obertiefenbach und knapp zehn Kilometer nordöstlich der Kreisstadt Limburg an der Lahn.
Der Ort wird von Nordwest nach Südost vom Brandbach durchflossen, der noch in der Gemarkung in den Kerkerbach mündet. Die Ansiedlung selbst liegt auf rund 200 Metern Höhe. Das Gelände steigt nach Westen sanft auf bis zu 261 Meter an. Nach Süden gibt es kaum Höhenunterschiede. Der niedrigste Punkt liegt südöstlich des Orts bei rund 190 Metern. Nördlich und östlich schließt sich an Schupbach eine steile Geländestufe an, auf der das Bodenniveau schnell auf bis zu 263 Meter ansteigt. Der höchste Punkt wird im Westen der Gemarkung nahe dem Beselicher Kopf mit 294 Metern erreicht. Rund um den Ort erstreckt sich landwirtschaftlich genutztes Land, das sich im Süden an einen Agrarlandstreifen anschließt, der bis zur Lahn reicht. An den übrigen Gemarkungsrändern ist der Ort weitgehend von Mischwald umfangen.

### Geologie
Die Landschaft ist geprägt durch Kalkstein- und Tonvorkommen. Der Kalksteinabbau um Schupbach besitzt eine lange Geschichte und seine Sorten wurden unter dem überregionalen Oberbegriff Lahnmarmor bekannt.

### Nachbarorte
Im Norden Heckholzhausen, im Osten Gaudernbach und Wirbelau, im Süden Eschenau und Niedertiefenbach, im Westen Obertiefenbach. Bis ins Spätmittelalter existierte zudem ein kleiner Ort „Schuy“ zwischen Schupbach und Obertiefenbach.

## Geschichte

### Ortsgeschichte
Der Ort Schupbach und eine eigene Kirche wurden erstmals 1276 in einer Urkunde des Klosters Beselich erwähnt. Für das 13. Jahrhundert ist ein adliges Geschlecht mit dem Namen „von Schupbach“ belegt, deren Wappen noch heute als Ortswappen geführt wird. Spätestens im 14. Jahrhundert muss ein Zentgericht mit Schupbach als Sitz entstanden sein. Gerichtsplatz war möglicherweise die große Linde auf dem Kirchhof. 1366 ging dieses Gerichtsgebiet zunächst als Pfand von der Grafschaft Diez an die Herren von Runkel über. Zehn Jahre später wurde die Pfandschaft in ein erbliches Lehen umgewandelt. Für 1495 sind Wirbelau, Falkenbach, Gaudernbach, Heckholzhausen, Eschenau und Obertiefenbach als zum Zent Schupbach gehörig überliefert.
Im Jahr 1565 wurde die Reformation in Schupbach eingeführt, zunächst nach lutherischem, ab 1587 nach reformiertem Bekenntnis. 1590 gab es eine Schule in Schupbach – ungewöhnlich früh für die Region. 1844 wurde ein neues Schulhaus errichtet, das 1980 abgerissen wurde. Der Schulneubau aus dem Jahr 1960 befindet sich heute im Privatbesitz.

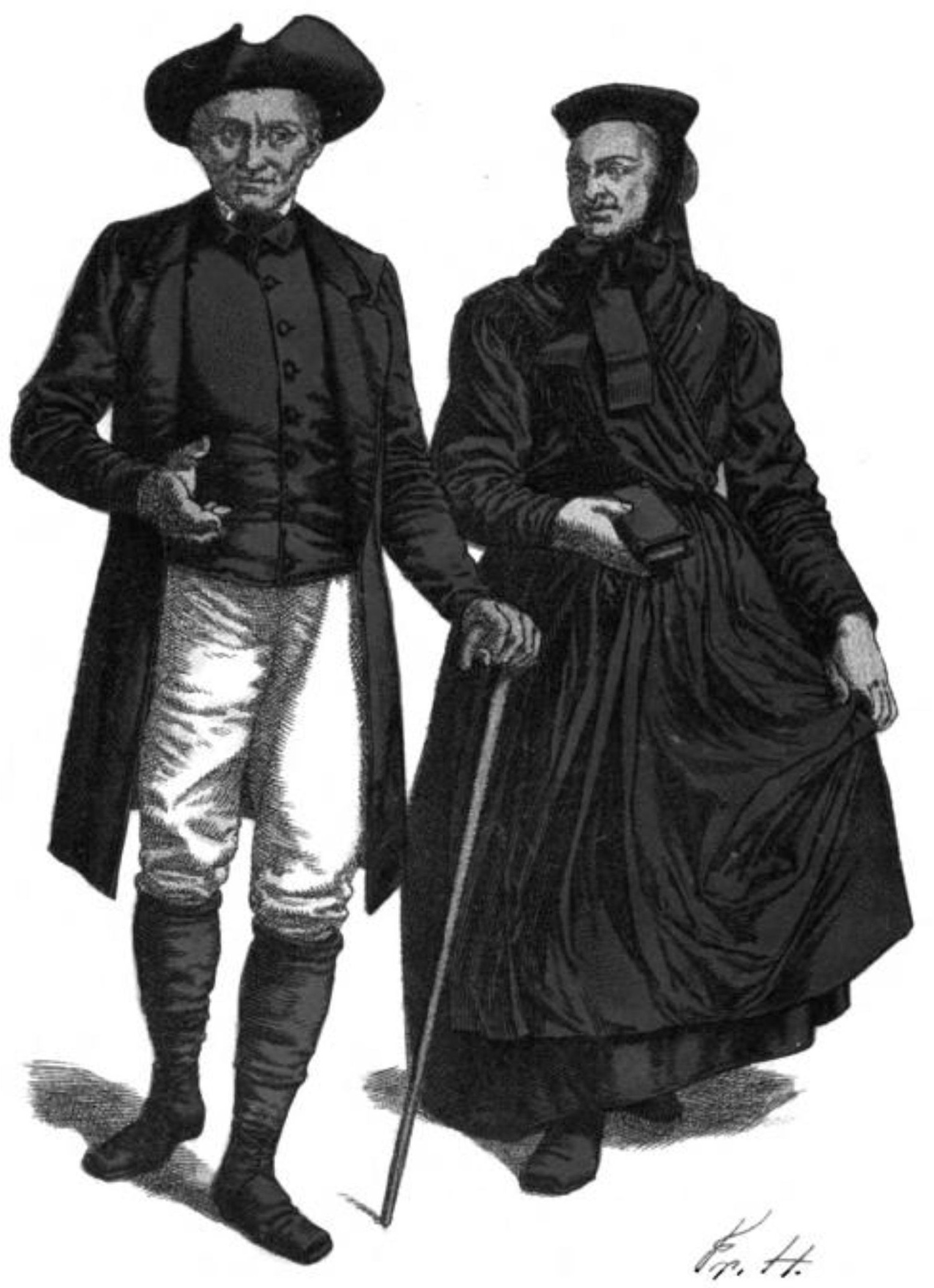
Tracht Schupbacher Bauern

Um das Jahr 1600 muss der Marmorabbau begonnen haben. Im Dreißigjährigen Krieg wurde der Ort 1634 von Kroaten und 1646 von kaiserlich-bayerischen Truppen geplündert und verwüstet. 1648 standen nur noch zwölf Häuser. 1799 fand in Schupbach ein „Räuberkongress“ statt. Begünstigt wurde die Zusammenkunft durch die Lage des Orts am Begegnungspunkt mehrerer Herrschaftsgrenzen, wodurch eine schnelle Flucht vor Strafverfolgung möglich wurde.
In der ersten Hälfte des 19. Jahrhunderts bildeten die sechs Gemeinden Obertiefenbach, Heckholzhausen, Gaudernbach, Wirbelau, Eschenau und Schupbach einen Löschbezirk. Bei ausbrechendem Brand hatten sofort bestimmte Einwohner mit vier angeschirrten Pferden die in Schupbach stationierte Feuerspritze zu holen. Aus dem Jahr 1882 wird von einem großen Brand am 18. Oktober bei den Landwirten Würz und Weidemann in Schupbach berichtet, dem zwei Scheunen zum Opfer fielen und zu dem auch die zwei Jahre zuvor gegründete Freiwillige Feuerwehr Obertiefenbach mit ihrer von Pferden gezogenen Druck- und Saugspritze anrückte.
Im Herzogtum Berg wurde Schupbach 1806 zur Stadtgemeinde ernannt. 1816 wurde es in das neu geschaffene Herzogtum Nassau eingegliedert, 1866 in Preußen. Im Jahr 1888 erhielt der Ort einen Bahnanschluss durch die Kerkerbachbahn, die am 17. Dezember 1960 stillgelegt wurde.
Hessische Gebietsreform (1970–1977)
Die Gemeinde Schupbach fusionierte zum 31. Dezember 1970 im Zuge der Gebietsreform in Hessen mit den bis dahin selbstständigen Gemeinden Heckholzhausen, Obertiefenbach und Niedertiefenbach (alle im ehemaligen Oberlahnkreis) freiwillig zur Gemeinde Beselich. Namensgeber war das Kloster Beselich. Die neugewählte Gemeindevertretung beschloss bei ihrer Konstituierung am 26. April 1971 die Einrichtung von Ortsbezirken – mit fünf Ortsbeiräten für jeden Ortsteil – nach der Hessischen Gemeindeordnung. Sie wurden gemäß Beschluss der Gemeindevertretung vom 28. August 1973 als nicht mehr notwendig empfunden.

### Wirtschaftsgeschichte

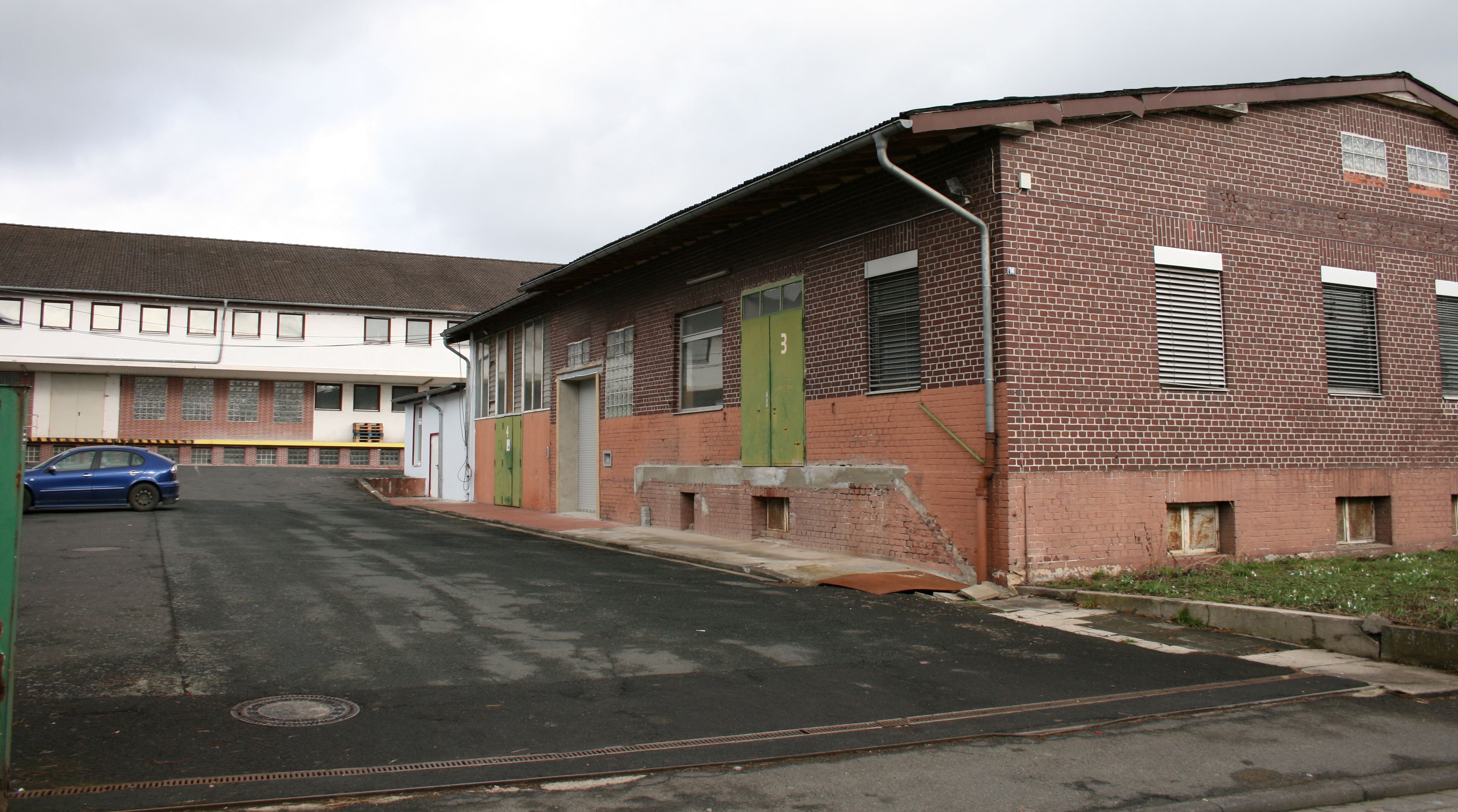
Ehemalige Molkerei

Bis in die 1970er Jahre wurde in Schupbach Kalkstein, Marmor und Ton abgebaut und weiter verarbeitet. Der Marmor Schupbach schwarz, erstmals 1622 erwähnt, wurde unter anderem im Empire State Building in New York verbaut, Schupbach weiß wurde im Trierer Dom verwendet, Famosa im Würzburger Dom, in der Eremitage in St. Petersburg und in der Metro Moskau. Goldader, Korallenfels und Wiedischrosa waren weitere Bezeichnungen für in Schupbach abgebaute Marmorarten. Den Grundstein für die Verbreitung des Schupbacher Marmors legten die 1675 aus Winterthur eingewanderten Steinmetz-Brüder Jacob und Theobaldus Weidemann.
Im Jahr 1863 entstand der „Vorschussverein“, der noch heute als „Volksbank Schupbach“ und damit als eine der kleinsten Volksbanken Deutschlands besteht.
Rund 200 Hektar des Gemarkungsgebietes bestehen aus Wald. Überörtliche Bedeutung hatte die bis in die 1980er Jahre betriebene Schupbacher Molkerei.

### Verwaltungsgeschichte im Überblick
Die folgende Liste zeigt die Staaten bzw. Herrschaftsgebiete und deren untergeordnete Verwaltungseinheiten, in denen Schupbach lag:
- vor 1806: Heiliges Römisches Reich, Grafschaft (seit 1791 Fürstentum) zu Wied-Runkel, Amt oder Herrschaft Runkel
- 1806–1813: Großherzogtum Berg, Département Sieg, Arrondissement Dillenburg, Kanton Runkel (ab 1811 Kanton Hadamar)
- 1813–1815: Fürstentum Nassau-Oranien, Amt Runkel
- ab 1816: Herzogtum Nassau, Amt Runkel
- ab 1849: Herzogtum Nassau, Kreisamt Limburg
- ab 1854: Herzogtum Nassau, Amt Runkel
- ab 1867: Norddeutscher Bund[Anm. 1], Königreich Preußen, Provinz Hessen-Nassau, Regierungsbezirk Wiesbaden, Oberlahnkreis
- ab 1871: Deutsches Reich, Königreich Preußen, Provinz Hessen-Nassau, Regierungsbezirk Wiesbaden, Oberlahnkreis
- ab 1918: Deutsches Reich, Freistaat Preußen, Provinz Hessen-Nassau, Regierungsbezirk Wiesbaden, Oberlahnkreis
- ab 1944: Deutsches Reich, Freistaat Preußen, Provinz Nassau, Oberlahnkreis
- ab 1945: Amerikanische Besatzungszone, Groß-Hessen, Regierungsbezirk Wiesbaden, Oberlahnkreis
- ab 1946: Amerikanische Besatzungszone, Land Hessen, Regierungsbezirk Wiesbaden, Oberlahnkreis
- ab 1949: Bundesrepublik Deutschland, Land Hessen, Regierungsbezirk Wiesbaden, Oberlahnkreis
- ab 1968: Bundesrepublik Deutschland, Land Hessen, Regierungsbezirk Darmstadt, Oberlahnkreis
- ab 1971: Bundesrepublik Deutschland, Land Hessen, Regierungsbezirk Darmstadt, Oberlahnkreis, Gemeinde Beselich[Anm. 2]
- ab 1974: Bundesrepublik Deutschland, Land Hessen, Regierungsbezirk Darmstadt, Landkreis Limburg-Weilburg, Gemeinde Beselich
- ab 1981: Bundesrepublik Deutschland, Land Hessen, Regierungsbezirk Gießen, Landkreis Limburg-Weilburg, Gemeinde Beselich

### Bevölkerung
Einwohnerentwicklung
| Schupbach: Einwohnerzahlen von 1834 bis 2020 | Schupbach: Einwohnerzahlen von 1834 bis 2020 | Schupbach: Einwohnerzahlen von 1834 bis 2020 | Schupbach: Einwohnerzahlen von 1834 bis 2020 | Schupbach: Einwohnerzahlen von 1834 bis 2020 |
| --- | -------------------------------------------- | -------------------------------------------- | -------------------------------------------- | -------------------------------------------- |
| Jahr |                                              |                                              |                                              | Einwohner                                    |
| 1834 | 1834                                         |                                              | 616                                          | 616                                          |
| 1840 | 1840                                         |                                              | 659                                          | 659                                          |
| 1846 | 1846                                         |                                              | 712                                          | 712                                          |
| 1852 | 1852                                         |                                              | 777                                          | 777                                          |
| 1858 | 1858                                         |                                              | 797                                          | 797                                          |
| 1864 | 1864                                         |                                              | 900                                          | 900                                          |
| 1871 | 1871                                         |                                              | 891                                          | 891                                          |
| 1875 | 1875                                         |                                              | 827                                          | 827                                          |
| 1885 | 1885                                         |                                              | 877                                          | 877                                          |
| 1895 | 1895                                         |                                              | 782                                          | 782                                          |
| 1905 | 1905                                         |                                              | 854                                          | 854                                          |
| 1910 | 1910                                         |                                              | 850                                          | 850                                          |
| 1925 | 1925                                         |                                              | 854                                          | 854                                          |
| 1939 | 1939                                         |                                              | 781                                          | 781                                          |
| 1946 | 1946                                         |                                              | 1.267                                        | 1.267                                        |
| 1950 | 1950                                         |                                              | 1.169                                        | 1.169                                        |
| 1956 | 1956                                         |                                              | 1.339                                        | 1.339                                        |
| 1961 | 1961                                         |                                              | 1.148                                        | 1.148                                        |
| 1967 | 1967                                         |                                              | 1.146                                        | 1.146                                        |
| 1970 | 1970                                         |                                              | 1.091                                        | 1.091                                        |
| 1980 | 1980                                         |                                              | ?                                            | ?                                            |
| 1990 | 1990                                         |                                              | ?                                            | ?                                            |
| 2000 | 2000                                         |                                              | 1.198                                        | 1.198                                        |
| 2006 | 2006                                         |                                              | 1.145                                        | 1.145                                        |
| 2010 | 2010                                         |                                              | 1.128                                        | 1.128                                        |
| 2011 | 2011                                         |                                              | 1.122                                        | 1.122                                        |
| 2015 | 2015                                         |                                              | 1.114                                        | 1.114                                        |
| 2020 | 2020                                         |                                              | 1.111                                        | 1.111                                        |
| Datenquelle: Historisches Gemeindeverzeichnis für Hessen: Die Bevölkerung der Gemeinden 1834 bis 1967. Wiesbaden: Hessisches Statistisches Landesamt, 1968. Weitere Quellen: LAGIS; Zensus 2011 |                                              |                                              |                                              |                                              |

Die Einwohnerzahl erreichte im Jahr 2002 mit 1208 Einwohnern einen Höchststand und ist seitdem leicht rückläufig.
Religionszugehörigkeit
| • 1885: | 811 evangelische (= 92,47 %), 21 katholische (= 2,39 %), 45 jüdische (= 5,13 %) Einwohner |
| • 1961: | 950 evangelische (= 82,75 %), 188 katholische (= 16,38 %) Einwohner                       |

## Kultur und Sehenswürdigkeiten

### Vereine
Ältester Verein im Ort ist der Sängerchor „Einigkeit“. Er entstand 1854 zunächst als Männer-Kirchenchor. 1973 schloss er sich mit dem zehn Jahre zuvor gegründeten Frauenchor zu dem heutigen Verein zusammen. Dem 1898 gegründeten Sportverein TuS Schupbach haben sich kurz nach dem Zweiten Weltkrieg der einstige Fußballverein VfR 1920 sowie die 1928 formierte Handballmannschaft angeschlossen. Weitere Vereine sind die im Jahr 1925 gegründete Freiwillige Feuerwehr Schupbach (seit 1. Januar 1985 mit ihrer Jugendfeuerwehr und seit 7. März 2020 mit Kinderfeuerwehr), der Geflügelzuchtverein Kerkerbachtal, gegründet 1958, Tischtennisclub 1975, Karneval-Club Schupbach 2001 und Pony- und Pferdesportfreunde Weidenhof. Im Februar 2010 gründete sich der Förderverein Ehemalige Synagoge Schupbach e. V.

### Bauwerke

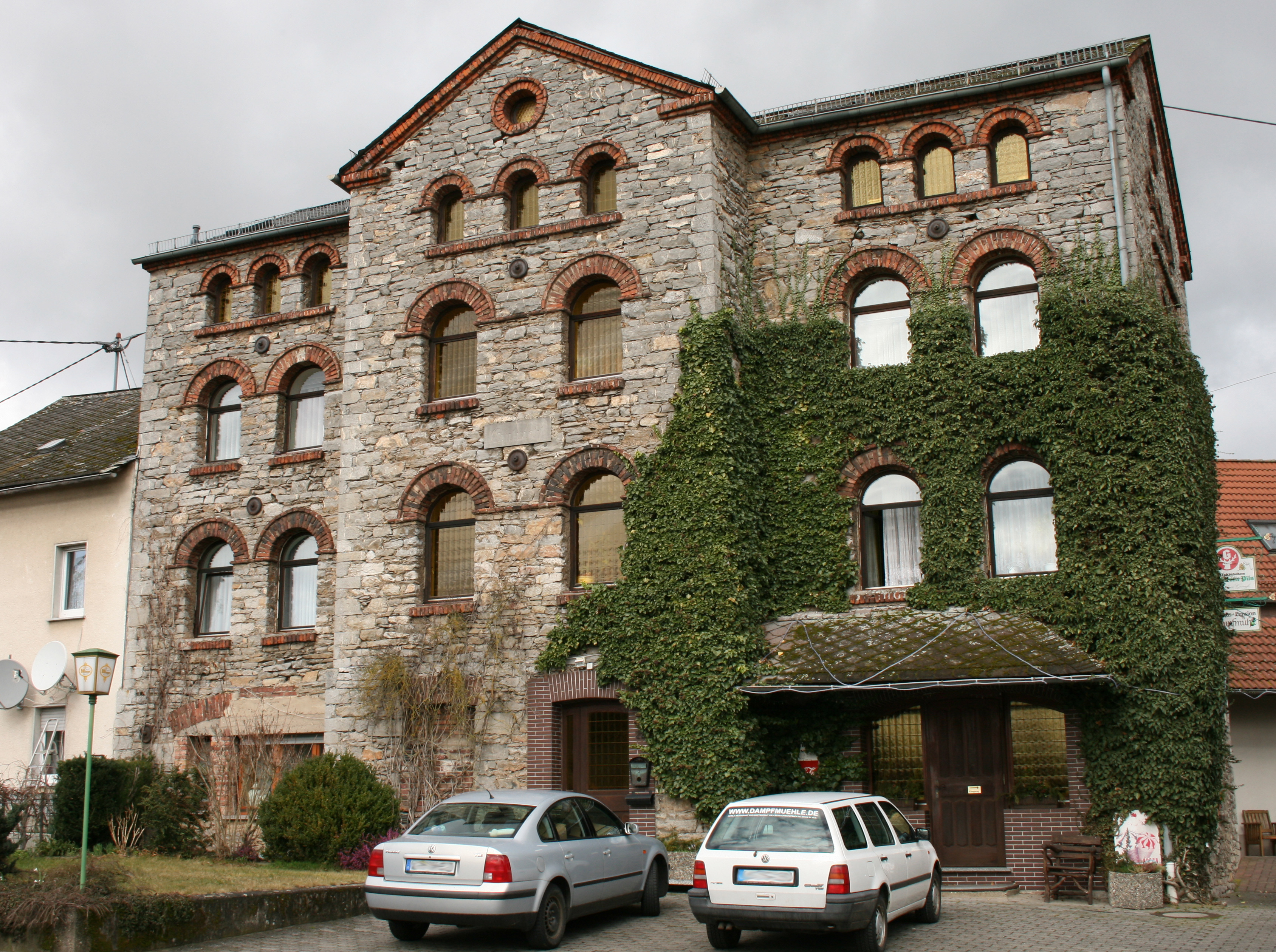
„Dampfmühle“
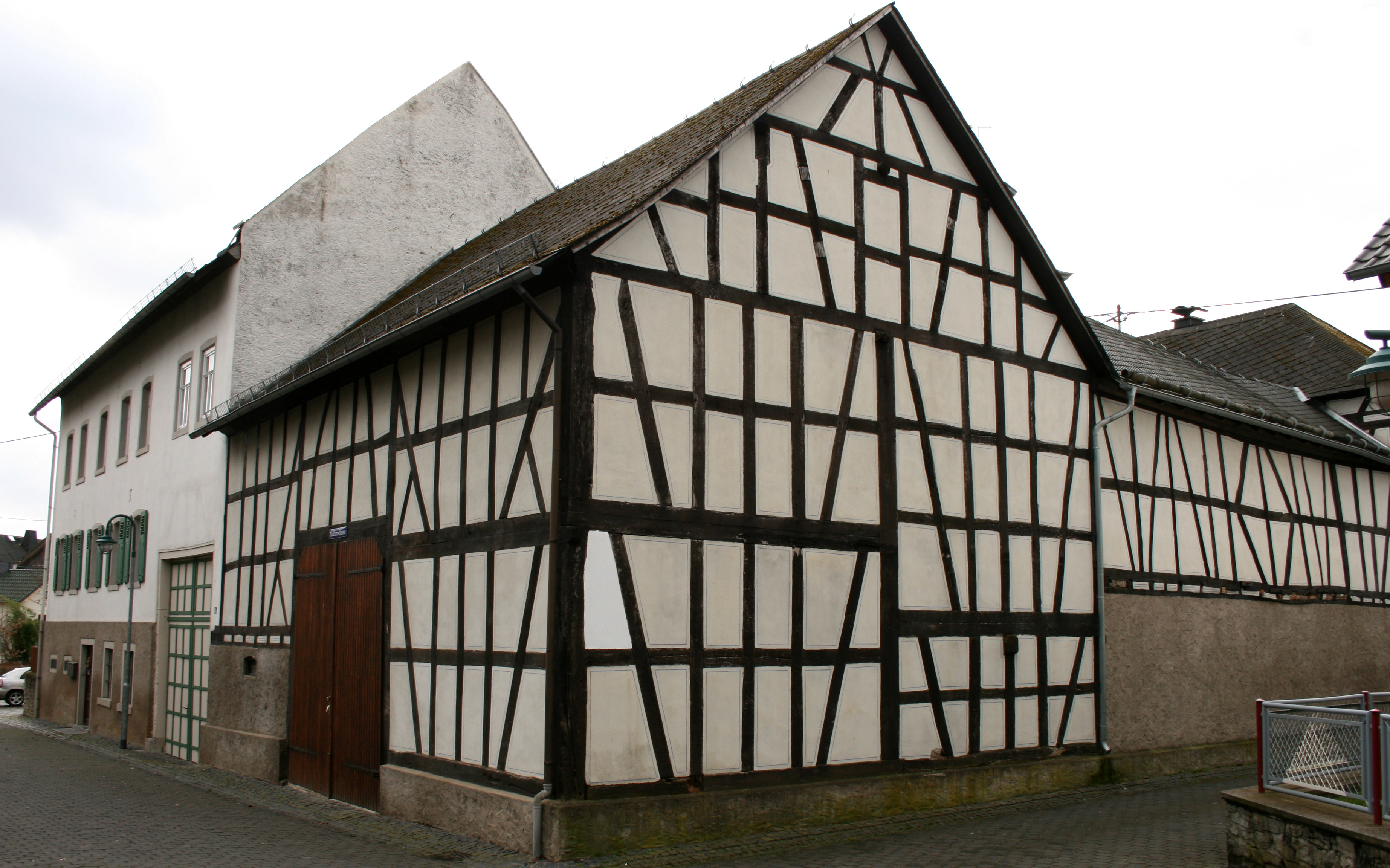
Hofanlage Eckerstraße
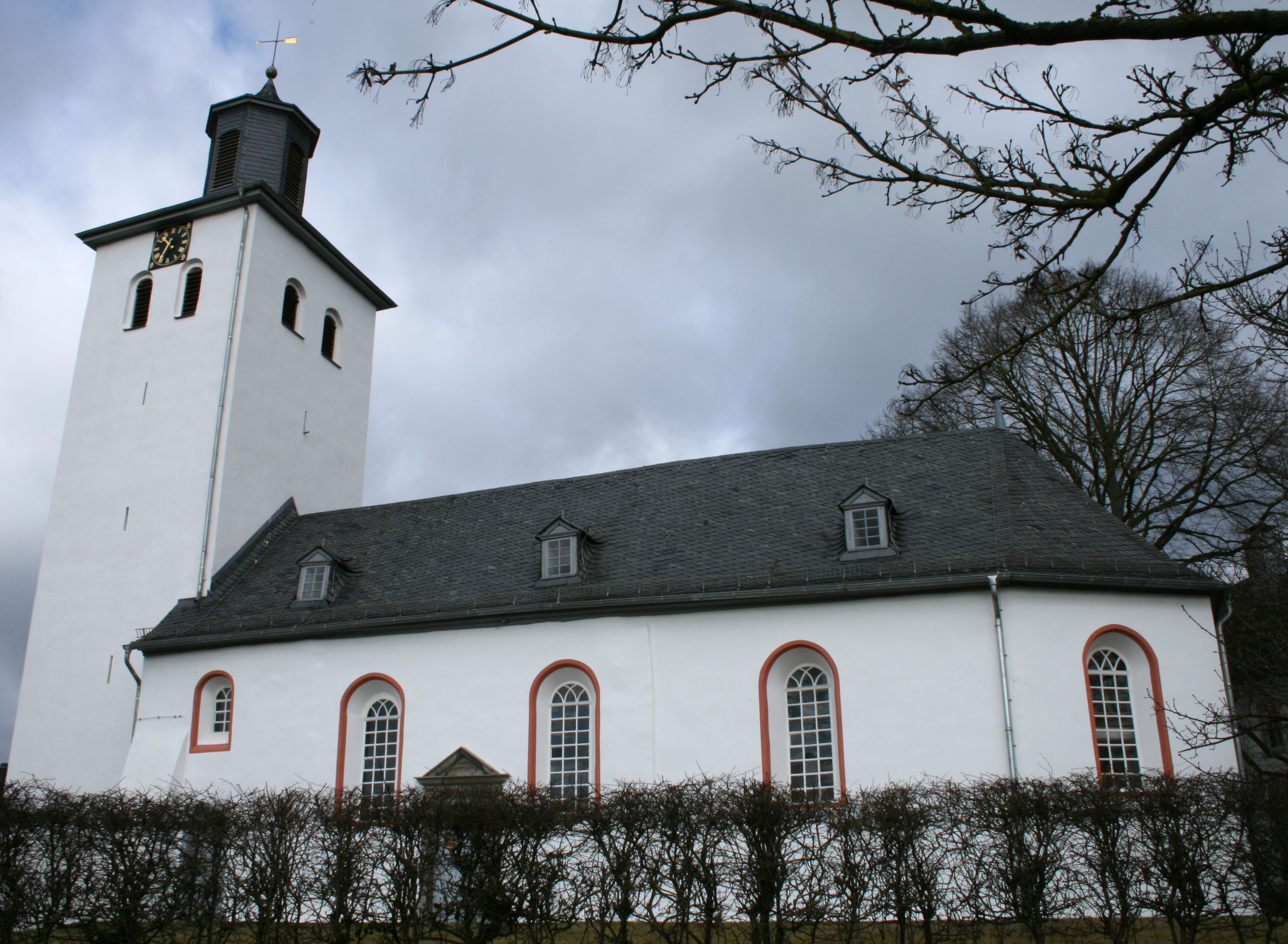
Evangelische Pfarrkirche
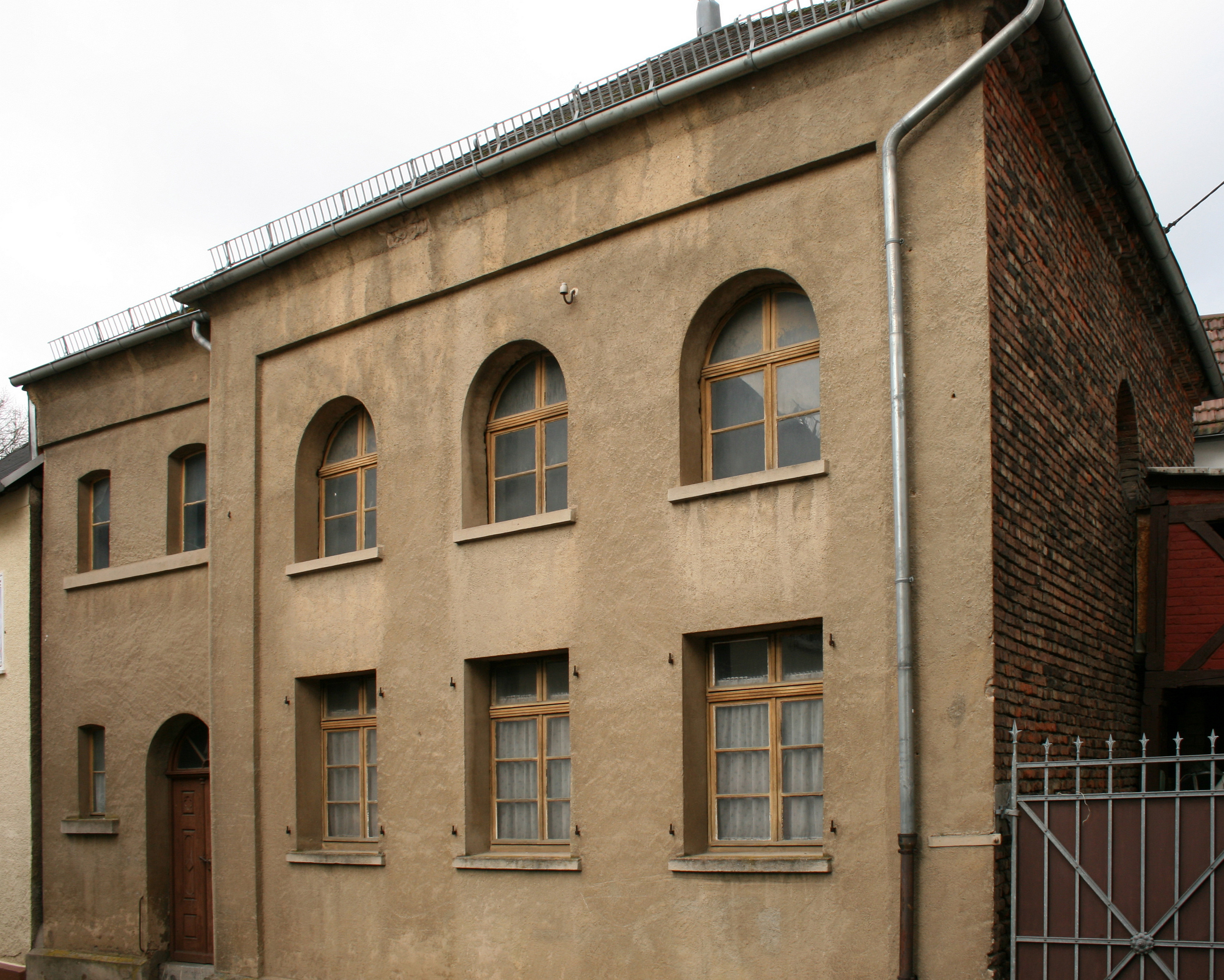
Ehemalige Synagoge

#### Ehemalige Dampfmühle
In der wirtschaftlichen Entwicklungsgeschichte der Region früher Industriebau, der mit seinem Giebelrisalit und der Fenstergruppierung Formen traditioneller Herrschaftsarchitektur verwendet und so den Bedeutungsanspruch des Fabrikanten vorträgt.
Das Mauerwerk besteht aus örtlichen Bruchsteinen in Verarbeitung als Bossenwerk. Gesimskanten, Fensterbögen und -bänke sind aus rotem, zur grauen Wand kontrastierendem Ziegelwerk. Kleine Zugankerscheiben zeigen die Spanndeckenkonstruktion an.

#### Hofanlage Eckerstraße
Ausgedehnte, gutherrschaftliche Hofanlage zwischen Gässchen, Mittel- und Eckerstraße. Das dreistöckige Wohnhaus mit angefügter Torfahrtsachse ist ein verputzter Bruchsteinbau, entstanden etwa 1460. Die Scheunen und Stallgebäude sind gleichzeitige Fachwerkbauten, teilweise unter Verwendung älteren Mauerwerkes. Als großbäuerliche Hofanlage des 19. Jahrhunderts den Ortskern bestimmend.

#### Evangelische Pfarrkirche
Die Kirche ist ein frei in der Ortsmitte gelegener Bau. Die jetzige, größtenteils neuere Terrassenmauer deutet noch den angehobenen alten Kirchhof an. Am Eingangsportal stehen mehrere rundbogige, barocke Grabsteine.
Der hohe Wehrturm des 11. Jahrhunderts weist Tonnengewölbe in den beiden Untergeschossen und eine kleine, klassizistische Laterne auf. Auch das Kirchenschiff ist im Kern romanisch, wurde 1696 verlängert und dreiseitig geschlossen. Das Gebäude verfügt über eine schlichte Holztonnendecke. Um 1700 wurde die einseitige Empore, Kanzel und Marmormensa geschaffen. Die Orgel aus dem Jahr 1816 stammt von Johann Georg Bürgy aus Gießen. Die volkstümlich-expressiven Malereien entstanden im Jahr 1936.

#### Ehemalige Synagoge
1816 entstand eine erste Judenschule im Ort, die 1877 nach weitgehendem Neubau als Synagoge geweiht wurde. Die jüdische Gemeinde mit ihren Filialorten Obertiefenbach, Heckholzhausen, Gaudernbach und Wirbelau besaß zu diesem Zeitpunkt rund 180 Mitglieder. Im größeren Trakt befand sich oben der Synagogensaal und unten (bis 1904) die Schulstube. Der Seiten- und Eingangsbau nahm Treppen, Empore und Bad auf.
Die Decke des Gebetsraumes ist heute noch im ursprünglichen Zustand erhalten. Auf blauem Untergrund sind goldene Sterne gemalt. Die Frauenempore sowie die Mikwe, das rituelle Tauchbad, sind ebenfalls noch vorhanden. Neben der Hadamarer Synagoge ist sie die einzige im Landkreis Limburg-Weilburg, die als solche erbaut wurde und erhalten blieb.

## Einrichtungen und Freizeitmöglichkeiten

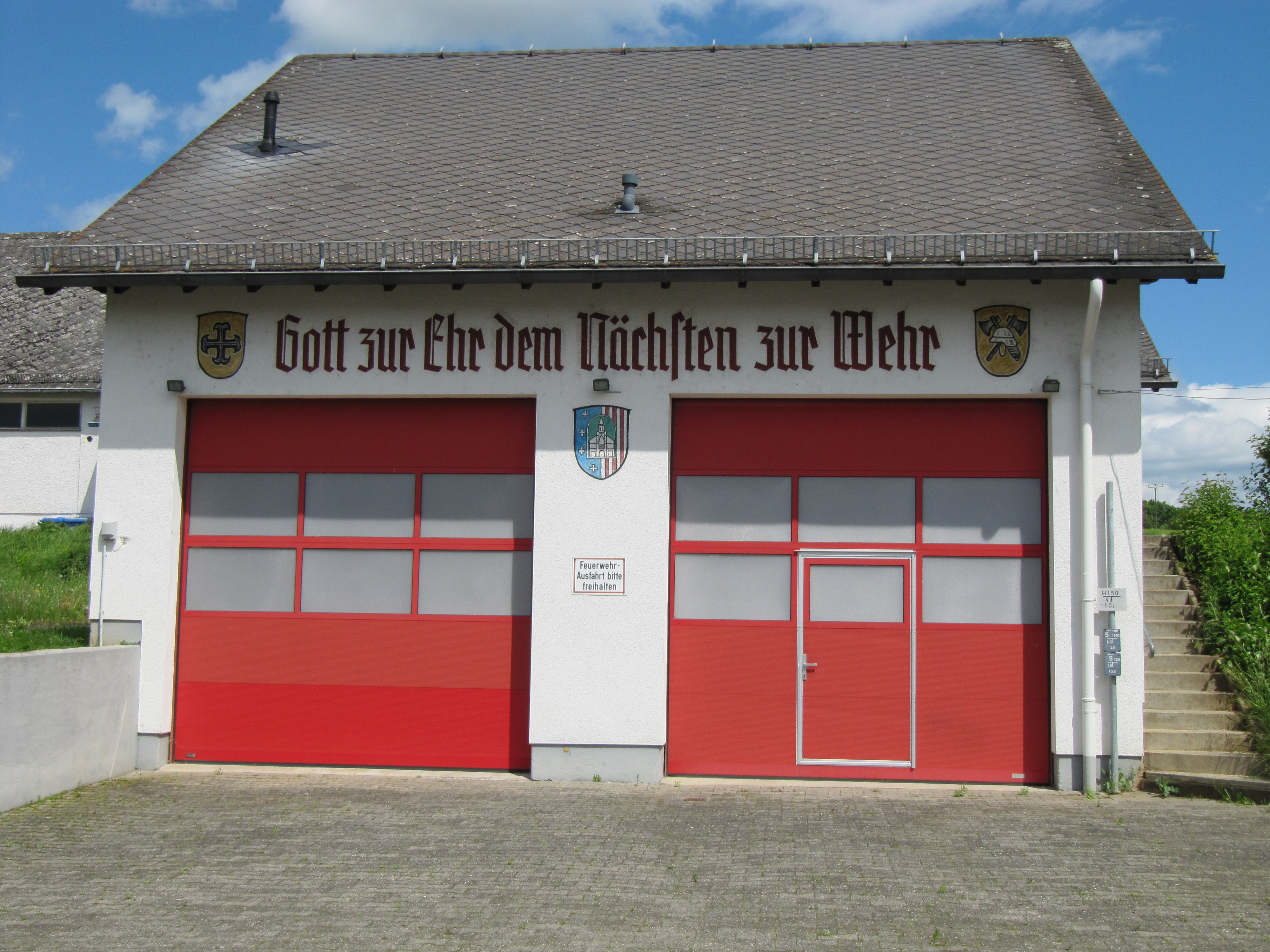
Feuerwehrhaus in der Mittelstraße

In Schupbach besteht die gemeindliche Kindertagesstätte in der Bitz.
Die im Jahr 1925 gegründete Freiwillige Feuerwehr Beselich-Schupbach sorgt für den abwehrenden Brandschutz und die allgemeine Hilfe. Sie wurde am 1. Januar 1985 um die Jugendfeuerwehr ergänzt.
Für Veranstaltungen steht das Bürgerhaus in der Bitz zur Verfügung. Die Einwohner haben die Möglichkeit den Sportplatz am Ortsrand Richtung Heckholzhausen zu nutzen. Daneben finden sich in Schupbach der Spielplatz am Bürgerhaus und in Wald und Flur mehrere Wanderwege.

## Persönlichkeiten
- Andreas Jung (* 1960), deutscher Schauspieler